# Principe van Hasse
In de getaltheorie, een deelgebied van de wiskunde, is het principe van Hasse (ook bekend als het lokaal-globaal principe) het idee dat men een geheeltallige oplossing voor een vergelijking kan vinden door gebruik te maken van de Chinese reststelling om zo oplossingen  modulo de machten van elk verschillend priemgetal te vinden. Dit wordt gedaan door de vergelijking in de voltooiingen van de rationale getallen te onderzoeken: de reële getallen en de p-adische getallen. 
Een meer formele versie van het principe van Hasse stelt dat bepaalde soorten van vergelijkingen dan en slechts dan een rationale oplossing hebben als zij voor elke priemgetal p zowel een oplossing in de reële- als in de p-adische getallen hebben.
Het principe is vernoemd naar de Duitse wiskundige Helmut Hasse.